# Авиация ВМС Аргентины
Авиация ВМС Аргентины (исп. Aviación Naval) — один из четырёх основных составляющих Военно-морских сил Аргентины, старейшая в Южной Америке. После вывода в 1997 году из состава флота авианосца «Вейнтисинко де Майо», аргентинская морская авиация представляет собой авиацию берегового базирования. Один или два палубных вертолёта различного назначения также имеют на борту эскадренные миноносцы типа «Альмиранте Браун» и «Эркулес», корветы типа «Эспора» и некоторые другие корабли ВМС Аргентины.

## История

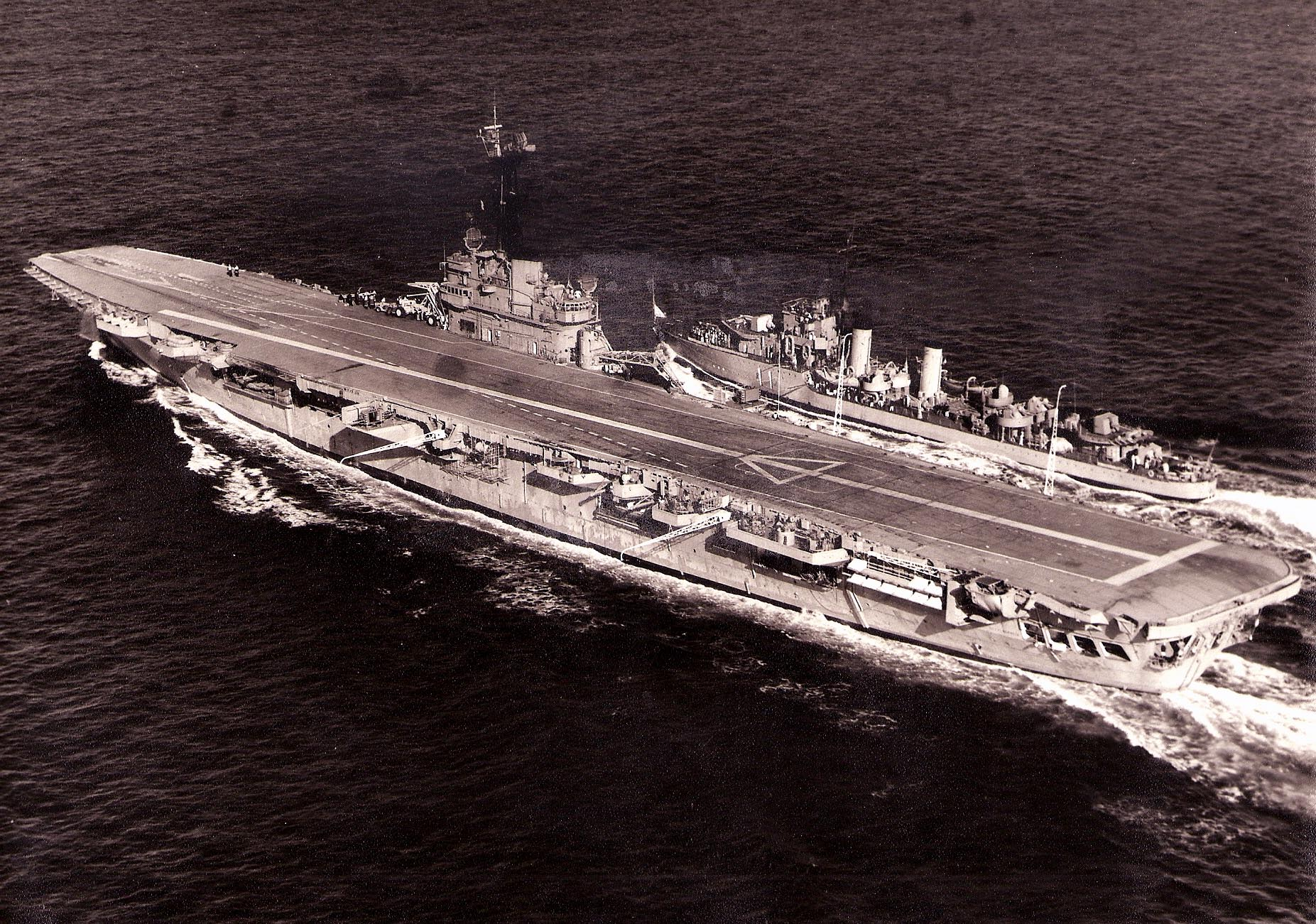
Авианосец «Индепенденсия». 1960-е

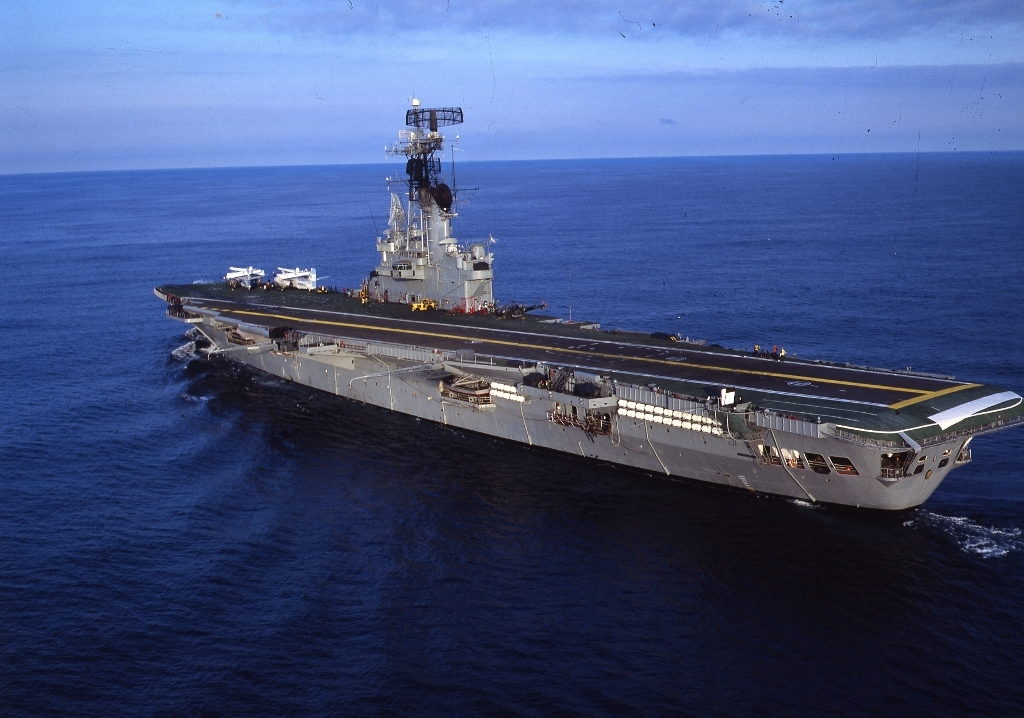
Авианосец «Вейнтисинко де Майо» в море

Основана в 1910 годах. Во время Первой мировой войны Вашингтон предложил Буэнос-Айресу командировать в США 10 курсантов ВМС Аргентины для обучения и прохождения на базах и кораблях флота. Трое из них — Рикардо Фитц-Симон (исп. Ricardo Fitz Simon), Сеферино Поучан (исп. Ceferino Pouchan) и Маркос Антонио Сар (исп. Marcos A. Zar), прошли подготовку в авиационной школе в Пенсаколе. Кроме того, обучением аргентинских лётчиков занимались французские и итальянские инструктора, подарившие флоту гидросамолёты Macchi M.7 и M.9 (по две единицы).
«Боевое» крещение морской авиации Аргентины прошло на Майской площади Буэнос-Айреса, в период многолетнего правления Хуана Перона. Летом 1955 года, до начала сентябрьской «Освободительной революции», восстал флот, и 16 июня в 12:40 часов самолёты морской авиации и ВВС начали бомбардировку прилегающей к президентскому дворцу Каса-Росада Майской площади, на которой собрались сторонники президента Перона. В результате погибло 364 человек — крупнейшая бомбардировка когда-либо произведённая в Аргентине.
В 1958 году у Британии был куплен лёгкий авианосец, получивший во флоте Аргентины имя «Индепенденсия» (V-1) (исп. Independencia — независимость), что кардинально повысило возможности морской авиации. Таким образом, Аргентина вошла в число стран, обладавших авианосцами. На вооружении V-1 состояли самолёты F4U Corsair, SNJ-5Cs Texan и Grumman S2F-1 (S-2A) Tracker. F9F Cougar морской авиации стал первым самолётом в Аргентине, преодолевшим звуковой барьер.
В 1968 году у Нидерландов был приобретён второй авианосец. Корабль получил имя «Вейнтисинко де Майо» и бортовой номер V-2.
В 1978 году во время предполагаемого начала операции «Суверенитет», штурмовики «Скайхоук» с «Вейнтисинко де Майо» перехватили в районе пролива Бигл чилийские патрульные самолёты.
С началом Фолклендской войны морская авиация активно участвовала в боевых действиях в Южной Атлантике.
Офицером авиации ВМС Аргентины был Адольфо Силинго — оперативник «Грязной войны», участник «полётов смерти».

## Пункты базирования
Базы морской авиации Аргентины:
- Команданте Эспора (Байя-Бланка)
- Альмиранте Сар (Трелью)
- Пунта-Индио (Ла-Плата)
- Альмиранте Кихада (Рио-Гранде)
- Эсейса

## Техника и вооружение

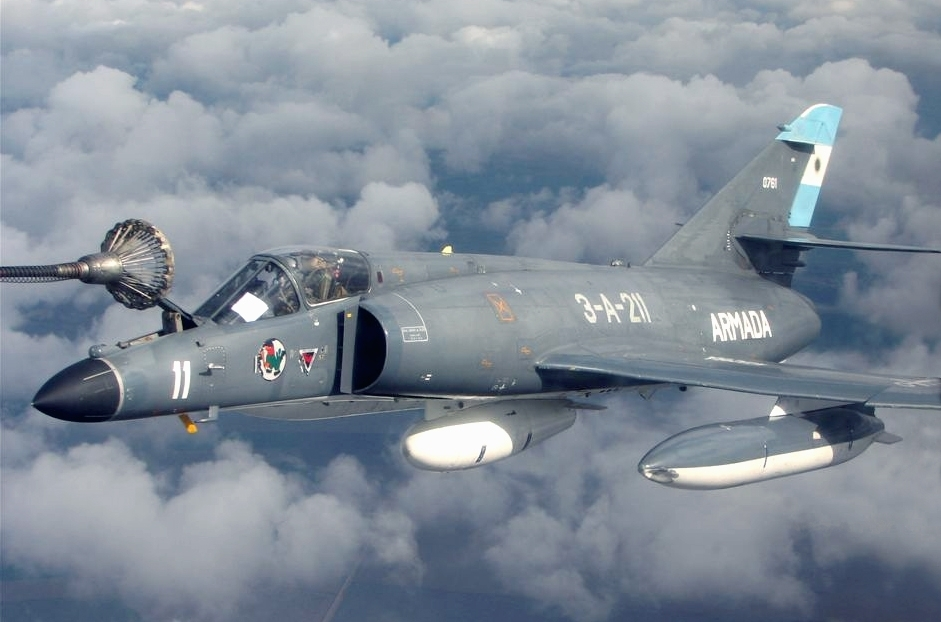
штурмовик Super-Etendard авиации ВМС Аргентины

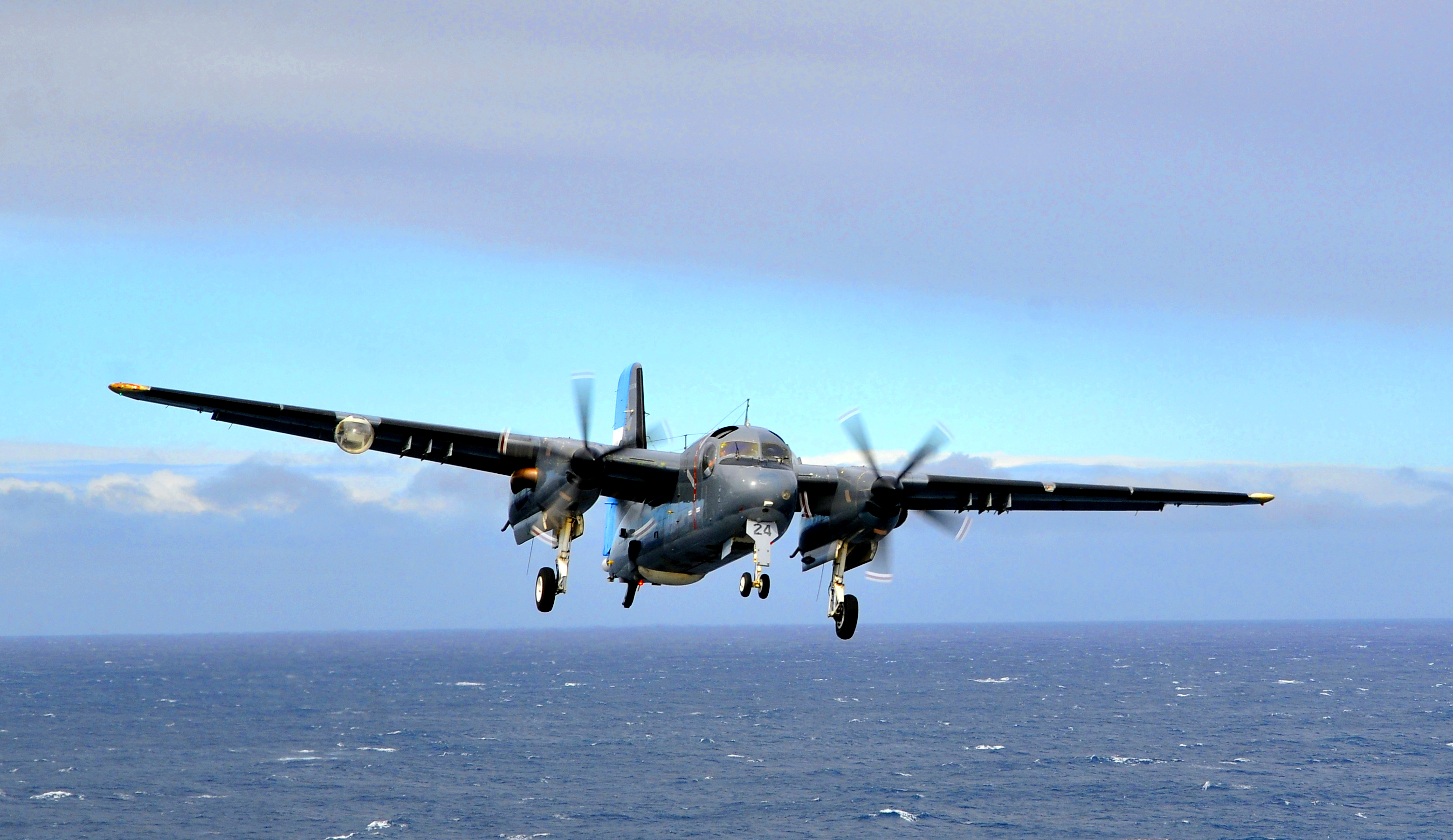

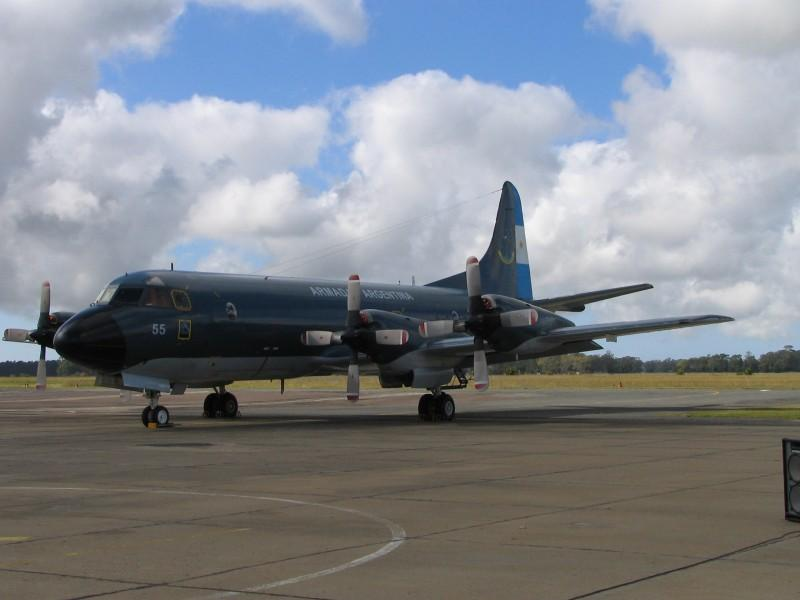

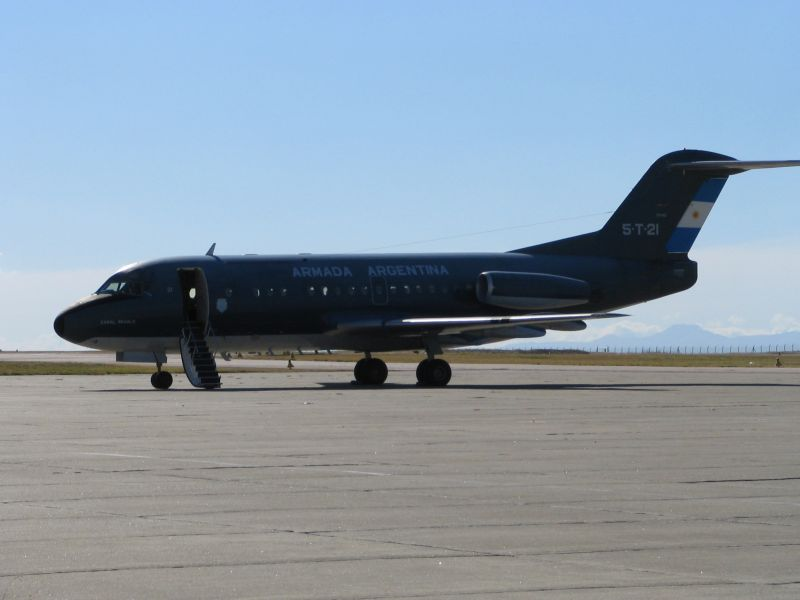

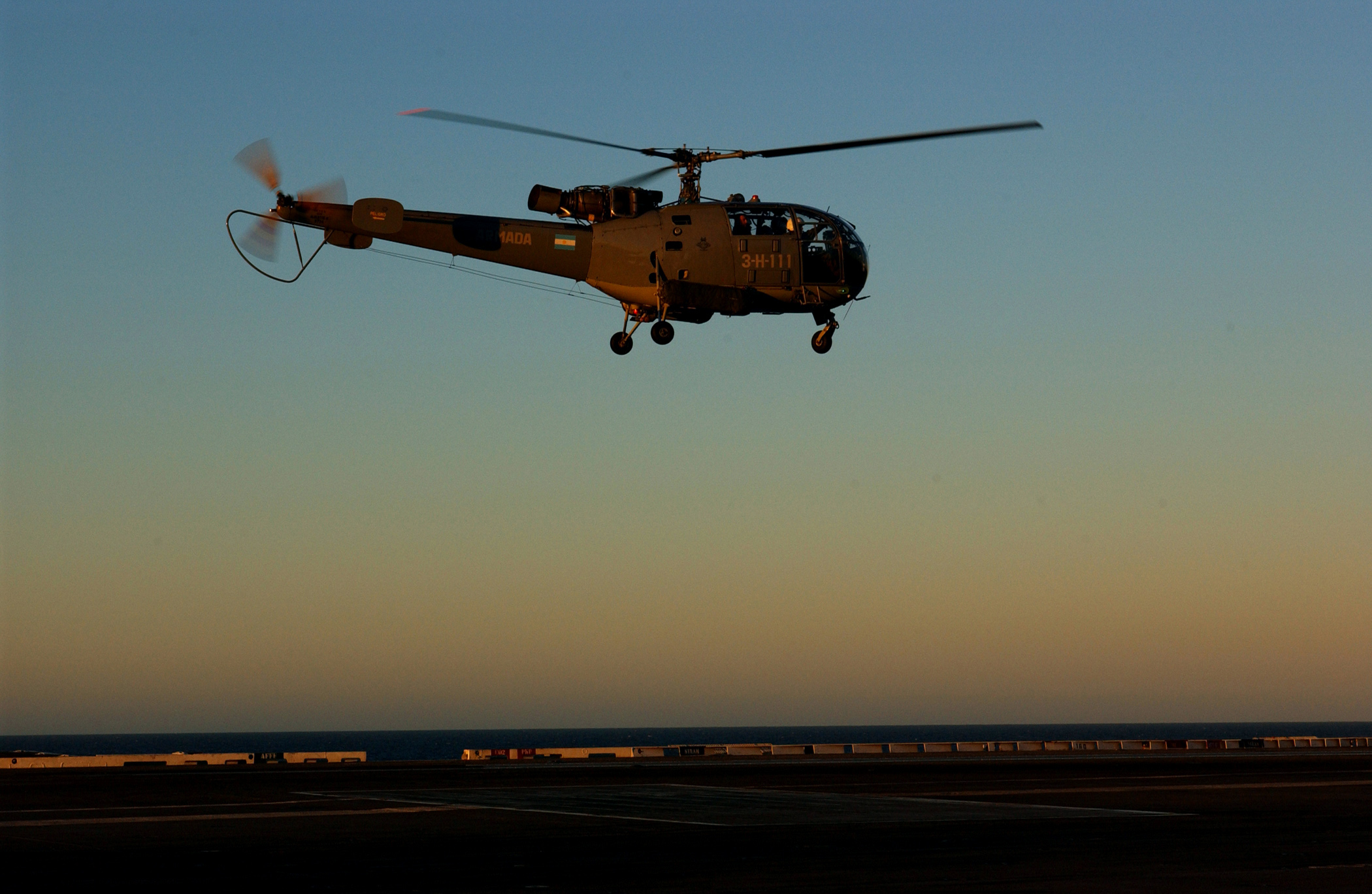

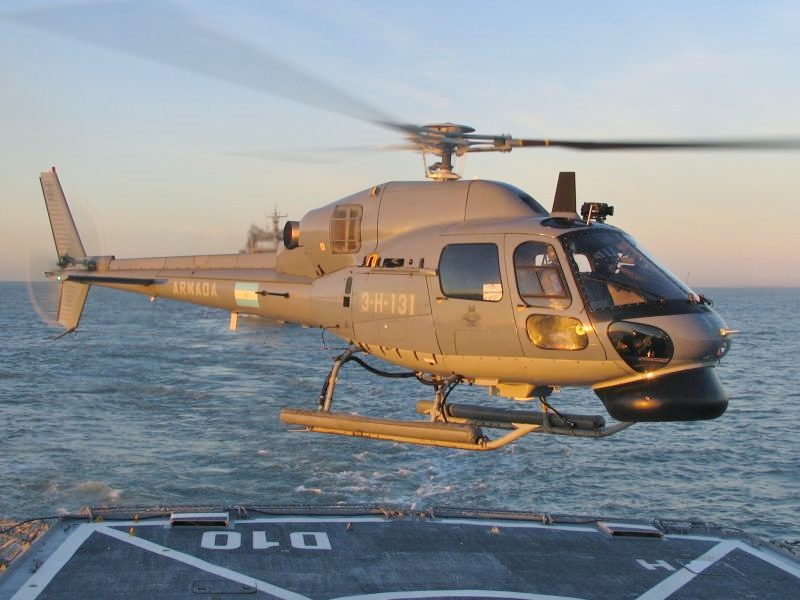
разведывательный вертолёт Aerospatiale AS555SN ВМС Аргентины

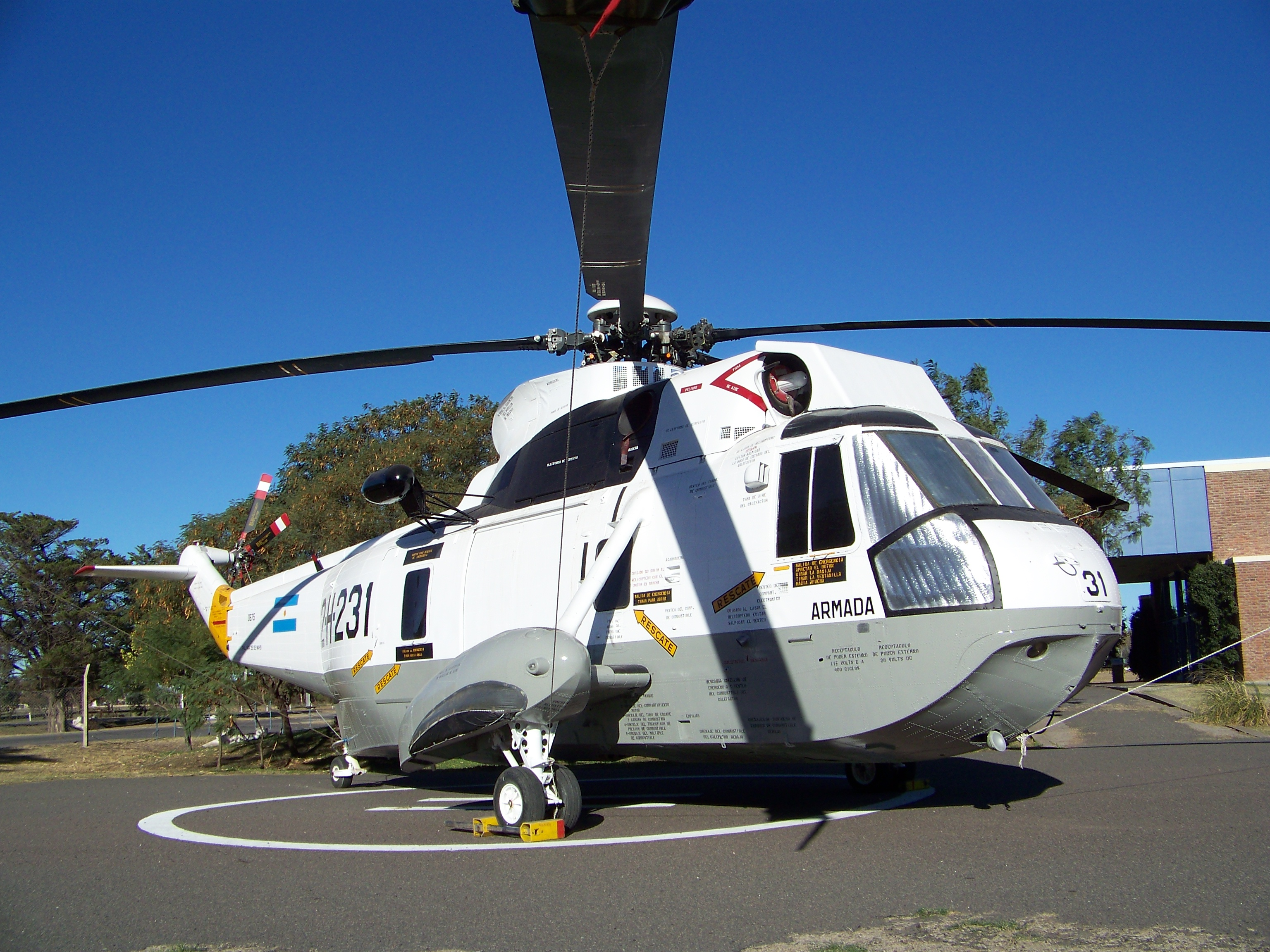

Данные о технике и вооружении Авиации ВМС Аргентины взяты со страницы журнала Aviation Week & Space Technology.
| Тип                               | Производство | Назначение                          | Количество | Примечания                                                                     |          |
| Самолёты                          | Самолёты     | Самолёты                            | Самолёты   | Самолёты                                                                       | Самолёты |
| --------------------------------- | ------------ | ----------------------------------- | ---------- | ------------------------------------------------------------------------------ | -------- |
| Beech T-34C-1                     | США          | учебно-тренировочный                | 9          |                                                                                |          |
| Dassault-Breguet Super Étendard   | Франция      | штурмовик                           | 8          |                                                                                |          |
| Embraer EMB-326 Embraer EMB-326GB | Бразилия     | учебно-боевой учебно-боевой         | 7 2        | итальянский самолёт Aermacchi MB-326 по лицензии производился в Бразилии       |          |
| Fokker F28-3000                   | Нидерланды   | транспортный самолёт                | 2          |                                                                                |          |
| Grumman S-2T                      | США          | противолодочный самолёт             | 5          |                                                                                |          |
| Lockheed P-3B                     | США          | морской патрульный самолёт          | 6          |                                                                                |          |
| Pilatus PC-6/B                    | Швейцария    | общего назначения                   | 1          |                                                                                |          |
| Raytheon 200 Raytheon 200T        | США          | общего назначения общего назначения | 6 1        |                                                                                |          |
| Вертолёты                         |              |                                     |            |                                                                                |          |
| Aerospatiale SA.316B              | Франция      | многоцелевой вертолёт               | 4          |                                                                                |          |
| Eurocopter AS555                  | Франция      | общего назначения                   | 4          |                                                                                |          |
| Sikorsky S-61                     | США          | транспортный вертолёт               | 4          |                                                                                |          |
| Agusta ASH-3H                     | Италия       | противолодочный вертолёт            | 2          | американский вертолёт Sikorsky S-61 Sea King по лицензии производился в Италии |          |

## Перспективы
С середины 1990-х годов в ВМС Аргентины неоднократно рассматривали проекты по строительству нового авианосца, однако из-за экономических проблем страны проект остаётся нереализованным. В 2000-10-х правительством Аргентины были озвучены планы по модернизации и закупке военной техники для вооружённых сил страны, в том числе и для морской авиации. Планируется переоснащение лётного парка авиации ВМС не только иностранными образцами техники, но национальными разработками, такими как IA-63 «Пампа» и IA-73 «Унасур I» производства FAdeA. В 2013-м министр обороны Агустин Росси заявил об увеличении военного бюджета страны в 2014. Иностранными обозревателями предполагается, что в рамках закупок вооружений возможно строительство авианосца.

## Опознавательные знаки авиации ВМС Аргентины
Якорь является опознавательным знаком авиации ВМС Аргентины. Якоря наносятся светлой краской на тёмную поверхность и наоборот. Кроме опознавательных знаков, самолёты и вертолёты авиации ВМС Аргентины имеют надпись ARMADA (с исп. — «Военно-морской флот»). На более крупных самолётах наносится надпись ARMADA ARGENTINA — Военно-морской флот Аргентины (ARA). Более ранним вариантом надписи были соответственно NAVAL и AVIACIÓN NAVAL — Военно-морская авиация.

Опознавательный знак
Знак на киль
Бывший опознавательный знак